# Cougar Point

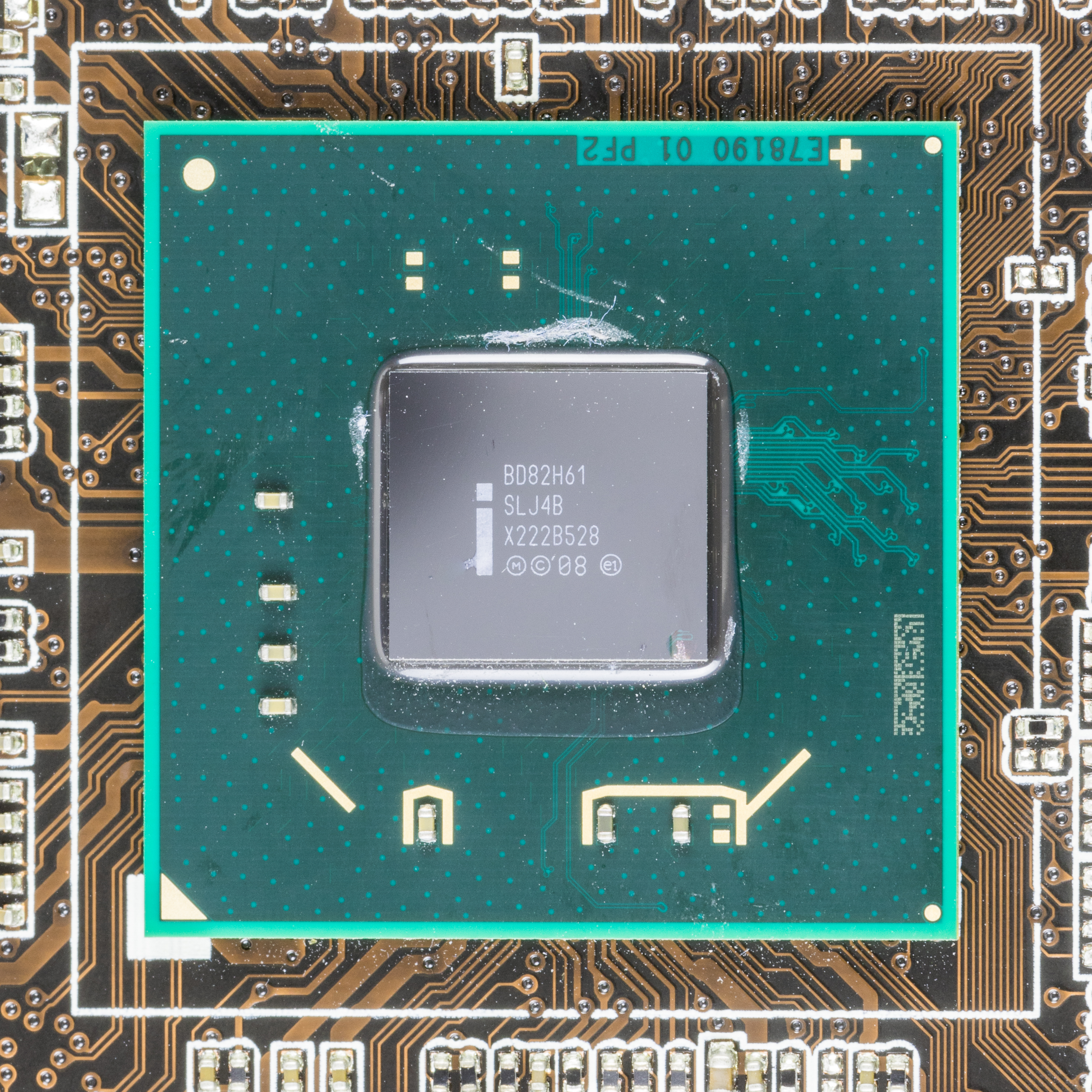
Intel Chipset H61 - Cougar Point - BD82H61

Cougar Point è il nome in codice della famiglia di chipset che Intel ha messo in commercio nel corso della prima metà del 2011 in abbinamento ai processori basati sull'architettura Sandy Bridge.
Si tratta del successore del chipset Ibex Peak, presentato nel corso del 2009, per la precedente architettura Nehalem.

## Caratteristiche tecniche
Al pari del predecessore, anche i chipset della famiglia Cougar Point non integrano più il controller della memoria RAM, dato che esso è stato definitivamente spostato all'interno della CPU stessa a partire dall'architettura Nehalem. Allo stesso modo, ha ereditato il design in un unico chip, integrando quindi in un unico componente sia il northbridge sia il southbridge.
Il socket è diventato l'LGA 1155 non compatibile con il precedente LGA 1156.
Lo standard audio integrato dovrebbe rimanere l'ormai collaudato "High Definition Audio", chiamato da Intel con il nome in codice Azalia che è in grado di gestire i formati stereo LPCM, oppure AC3 a 5.1 canali a 96 kHz, mentre per quanto riguarda la scheda di rete, ancora una volta sarà integrato un controller Ethernet Gigabit.

## Il successore
A metà 2013, Intel ha messo in commercio i processori basati sulla nuova architettura Haswell, in abbinamento ai chipset della famiglia Linx Point, evoluzione di Cougar Point.